# Menikkadawara
Menikkadawara (Sinhalese: මැනික්කඩවර බලකොටුව), fou un petit fort localitzat a Menikkadawara, Kegalle. Els portuguesos anomenaven el lloc, Manicravaré o Manicavarê.
El gener de 1599 els portuguesos van aixecar una tranqueira (un empallissada de fusta) en el lloc. El 1603 els portuguesos van ser forçats a retirar-se de l'àrea per les forces reials de Kandy. El 1626, sota la supervisió del governador portuguès, Constantino de Sá de Noronha, el fort fou reforçat en una construcció rectangular coneguda com a Forte Santa Fe o Cidadela (Ciutadella) de Forte Cruz, que va tenir quatre baluards un en cada cantonada, anomenats Saõ Iago, Saõ Boa Ventura, Saõ Jorge i Saõ Pedro. El fort no va ser una estructura important i el seu estat com a fortalesa és qüestionable donat que consistia principalment de muralles de terra. Tanmateix va jugar una funció important estratègica contra el regne de Kandy, com el principal punt de les forces portugueses en la seva lluita contra el Regne de Kandy. Queda constància que aproximadament 400 soldats portuguesos estaven de guarnició a l'àrea. En els anys 1630 el fort va caure a mans de les forces de Kandy, com a resultat de la rebel·lió en marxa contra la invasió portuguesa del regne de Kandy. Els portuguesos tanmateix el van capturar. Després de la derrota dels portuguesos el 1658, l'àrea fou re-ocupada per les forces del Regne de Kandy. El fort de Menikkadawara va perdre la seva funció estratègica, una vegada que els holandesos es van assegurar el control de Ceilan.
Avui les úniques restes del fort que són visibles són restes de les muralles, les quals són cobertes amb herba i males herbes. L'altra única indicació del antic fort és un signe aixecat en el lloc pel Departament d'Arqueologia.